# Mumm
Mumm é uma marca de espumantes franceses pertencente ao grupo Pernod Ricard. É a marca oficial de champanhe para a realeza britânica, desde 1886.

## História
Sua criação se deu no ano de 1827, pela Maison MUMM, pertencente aos irmãos Mumm e localizada, em Reims, na região vinícola de Champanhe.
Em 1852, Georges Hermann Mumm, assumiu a empresa, e se separou de Jules Mumm. Rebatizou a empresa de G.H.MUMM, construiu novas instalações, modernizou os equipamentos e mandou escavar uma adega subterrânea de 4 quilômetros, em estilo espinha de peixe. No ano de 1875, os gargalos das garrafas do Cordon Rouge cuvée passaram a ser decoradas com uma fita vermelha e seus rótulos receberam também a decoração de uma facha vermelha, inspirado nas fachas vermelhas de honrarias da França.
Em 1886, a G.H.MUMM passou a ser o fornecedor oficial de champanhe para a realeza britânica, oficializado através do Mandato Real. E criou um rótulo especial para seus clientes reais, o "G.H.Mumm et Co Champagne des Souverains". Com o falecimento da rainha, em 2022, o rótulo irá passar por uma reformulação.
Durante a Primeira Guerra Mundial, Georges Hermann Mumm foi obrigado a retorna para a Alemanha, por não possuir a cidadania francesa, perdendo os seus negócios. No dia 28 de julho de 1920, sua vinícola foi a leilão, sendo arrematado pelo grupo Optorg. Em 1955, a empresa Seagram adquiriu uma participação, e aumentou a produção de 3 milhões de garrafas em 1962, para 6 milhões de garrafas em 1972. Em 2005, a marca foi adquirida pela Pernod Ricard.
Em 2022, a marca criou o rótulo "Mumm Cordon Rouge Stellar", para ser usado na estação espacial Axiom Space; é um rótulo especial, desenvolvido para ser utilizado em ambientes com ausência de gravidade.

## Rótulos
- Brut Cordon Rosé.[2]
- RSRV Blanc de Blancs Grand Vintage.[2]
- G.H.Mumm Grand Cordon.[2]
- G.H.Mumm RSRV Rosé Foujita.[2]
- G.H.Mumm Mumm de Gramant Blanc de Blancs.[2]
- G.H.Mumm Mumm de Gramant.[2]
- G.H.Mumm Mumm Demi-Sec.[2]
- G.H.Mumm Grand Cru Blanc de Noirs.[2]
- G.H.Mumm Grand Cru Blanc de Blancs.[2]
- G.H.Mumm Grand Cru Brut Sélection.[2]
- G.H.Mumm Cordon Rouge.[2]
- G.H.Mumm Cuvée R. Lalou.[2]
- G.H.Mumm Brut Rosé.[2]
- G.H.Mumm Brut Millésimé.[2]

## Preparo
A colheita das uvas são feitas, manualmente, 100 dias após a floração, entre os meses de setembro e outubro. As uvas são esmagadas e fermentadas em still wine. Mistura-se os vinhos still wine, e os vinhos reservados são adicionados. O vinho passa por uma segunda fermentação e são armazenados nas adegas para maturação por 2,5 a 8 anos. Depois é adicionado uma mistura de açúcar com vinho reservado, conforme o estilo do vinho.